# Peter Andre

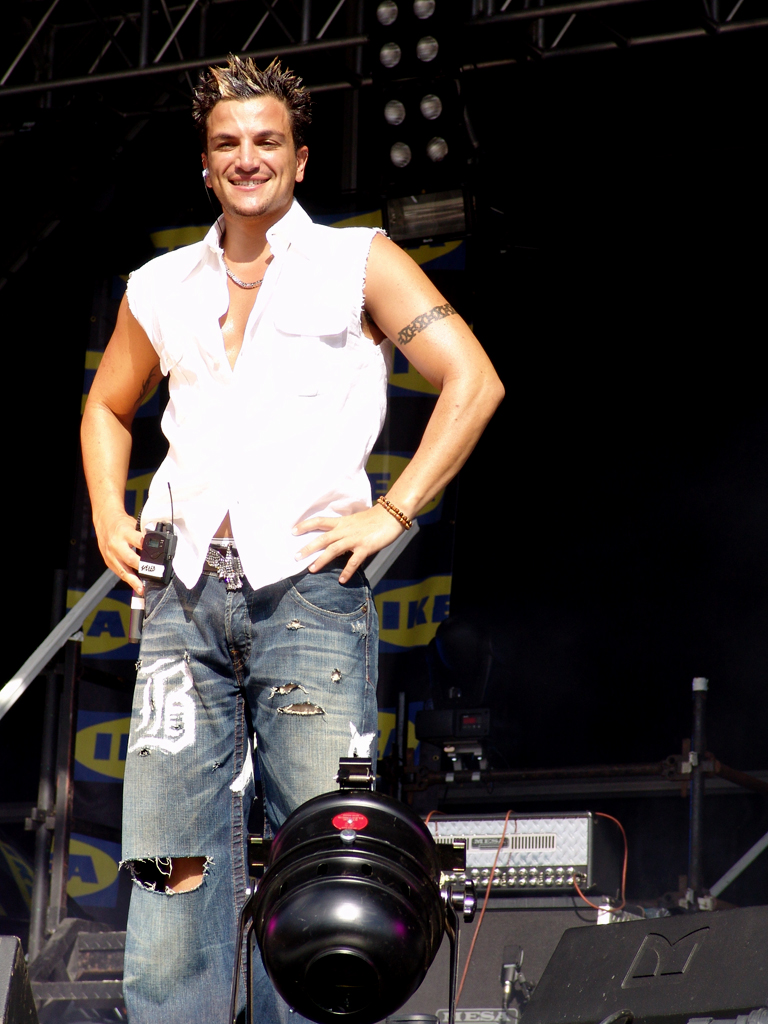
Peter Andre

Peter Andre (Londen, 27 februari 1973) is een Brits zanger.

## Levensloop
Peter Andre werd geboren in Londen maar groeide grotendeels op in Australië. Hij was in zijn jeugd een succesvol thaibokser, een sport waarin hij een (jeugd)titel pakte. Hij gaf echter de voorkeur aan zijn loopbaan als zanger.
In de jaren negentig beleefde Andre een korte carrière in de popmuziek. Na een aantal succesvolle singles als Mysterious Girl (1995), All Night All Right (1998) en Kiss the Girl (1998) nam de populariteit van de zanger snel af. Tegenwoordig houdt hij zich voornamelijk bezig met presenteren op de Britse televisie.
Andre was drie jaar getrouwd met pin-upmodel Jordan. Zij en Andre hebben samen twee kinderen. In 2009 scheidde het stel. Andre kreeg met zijn huidige vriendin Emily  MacDonagh twee kinderen, een dochter (2014) en een zoon (2016).

## Discografie
| Single met eventuele hitnotering(en) in de Nederlandse Top 40 | Datum van verschijnen | Datum van binnenkomst | Hoogste positie | Aantal weken | Opmerkingen                            |
| ------------------------------------------------------------- | --------------------- | --------------------- | --------------- | ------------ | -------------------------------------- |
| Mysterious Girl                                               | 1996                  |                       | 2               | 15           | Alarmschijf                            |
| Flava                                                         | 1996                  |                       | 7               | 7            | Alarmschijf                            |
| I Feel You                                                    | 1996                  |                       | 17              | 6            | Alarmschijf                            |
| All About Us                                                  | 1997                  |                       | 24              | 3            |                                        |
| All Night, All Right                                          | 1998                  |                       | 29              | 3            | met Warren G / Dancesmash op Radio 538 |

- Bibliothèque nationale de France: cb13993244w (data)
- Gemeinsame Normdatei: 119446391
- International Standard Name Identifier: 0000 0000 5519 1239
- Library of Congress Control Number: no2009018426
- MusicBrainz: 090e9c0a-6767-49e0-8f51-84a43226a174
- Nederlandse Thesaurus van Auteursnamen: 155487051
- Virtual International Authority File: 66660733
- WorldCat: E39PBJvhkHJyWY3RKV8b3GwwG3